# Magno IV da Suécia
Magno IV & VII (Suécia, abril/maio de 1316 – Noruega,1 de dezembro de 1374) – também conhecido como Magnus Eriksson – foi rei da Suécia como Magno IV, de 1319 até ser deposto em 1364 por Alberto III, Duque de Mecklemburgo-Schwerin, e também rei da Noruega como Magno VII, de 1319 até sua abdicação em 1343 em favor de seu filho Haakon VI.

Era filho de Érico (em sueco: Erik Magnusson), Duque de Sudermânia e neto do rei Magno III (em sueco: Magnus Birgersson), e Ingeborga da Noruega. Durante sua menoridade, sua mãe e sua avó Edviges de Holsácia serviram como regentes de seus reinos até 1331. 
Criou em 1350 a Lei Nacional (Magnus Erikssons landslag), o primeiro código jurídico para todo o Reino da Suécia, e a Lei das Cidades (Magnus Erikssons stadslag).